# (34590) 2000 TS2
2000 TS2 (asteroide 34590) é um asteroide da cintura principal. Possui uma excentricidade de 0.09906180 e uma inclinação de 12.15204º.
Este asteroide foi descoberto no dia 1 de outubro de 2000 por LINEAR em Socorro.